# مایکل پال چان
مایکل پال چان (انگلیسی: Michael Paul Chan؛ زادهٔ ۲۶ ژوئن ۱۹۵۰) یک هنرپیشه اهل ایالات متحده آمریکا است. وی از سال ۱۹۷۵ میلادی تاکنون مشغول فعالیت بوده‌است.
از فیلم‌ها یا برنامه‌های تلویزیونی که وی در آن نقش داشته است می‌توان به بتمن و رابین، آتش تند، مولی، فرار و گونیز اشاره کرد.